# Verwaltungsgliederung Tuvalus
Der pazifische Inselstaat Tuvalu gliedert sich in eine zentrale und lokale Verwaltung.
Die Grundlage der lokalen Verwaltung bildet der Falekaupule Act aus dem Jahr 1997. Die Lokalverwaltung unterliegt dem Innenministerium Tuvalus.
Das Gesetz schreibt die Einsetzung einer lokalen Verwaltungseinheit, des sogenannten Kaupule (zu deutsch etwa Inselrat) für jeden Falekaupule vor.
Es gibt demnach acht lokale Verwaltungseinheiten. Jedem Kaupule gehören sechs Mitglieder an. Die Kaupule treffen sich quartalsweise. Ihnen obliegen allgemeine Verwaltungsaufgaben in dem jeweilige Falekaupule, darunter das Transportwesen und die Bereitstellung und Instandhaltung von öffentlichen Einrichtungen.

## Falekaupule
| Foto | Falekaupule                         | Hauptort        | Insel- fläche in km² | Gesamt- fläche 1 in km² | Einwohner 2 | Bevölkerungs- dichte Einwohner pro km² | Inseln | Dörfer | Koordinaten                               |
| ---- | ----------------------------------- | --------------- | -------------------- | ----------------------- | ----------- | -------------------------------------- | ------ | ------ | ----------------------------------------- |
|      | Funafuti                            | Vaiaku          | 2,79                 | 277                     | 6.320       | 2.265                                  | 30     | 9      | 8° 30′ S, 179° 7′ O                       |
|      | Nanumanga                           | Tokelau         | 2,78                 | 2,78                    | 491         | 177                                    | 5      | 2      | 6° 17′ S, 176° 19′ O                      |
|      | Nanumea                             | Lolua           | 3,87                 | 22                      | 512         | 132                                    | 5      | 7      | 5° 40′ S, 176° 6′ O                       |
|      | Niutao davon Niutao davon Niulakita | Kulia Niulakita | 2,95 2,53 0,42       | 2,95 2,53 0,42          | 616 582 34  | 209 230 81                             | 2 1    | 3 2 1  | 6° 7′ S, 177° 21′ O 10° 47′ S, 179° 28′ O |
|      | Nui                                 | Tanrake         | 2,83                 | 17                      | 610         | 216                                    | 21     | 2      | 7° 13′ S, 177° 10′ O                      |
|      | Nukufetau                           | Savave          | 2,99                 | 145                     | 597         | 200                                    | 33     | 2      | 8° 0′ S, 178° 22′ O                       |
|      | Nukulaelae                          | Fangaua         | 1,82                 | 43                      | 300         | 165                                    | 15     | 2      | 9° 23′ S, 179° 51′ O                      |
|      | Vaitupu                             | Asau            | 5,63                 | 10                      | 1.061       | 188                                    | 9      | 7      | 7° 28′ S, 178° 41′ O                      |
|      | Tuvalu                              | Vaiaku          | 25,66                | 520                     | 10.507      | 409                                    | 120    | 34     |                                           |